# Dinarthrum robustum
Dinarthrum robustum är en nattsländeart som beskrevs av Ito 1984. Dinarthrum robustum ingår i släktet Dinarthrum och familjen kantrörsnattsländor. Inga underarter finns listade i Catalogue of Life.